# 宋安东
宋安东（1997年1月31日—），中国北京出生，加拿大长大的冰球运动员，加拿大永久居民。是一名组织型进攻后卫。

## 生平
他9岁带领北京少年虎仔队在加拿大渥太华获得贝尔首都杯，成为首个被北美最高级别AAA球队选中的中国籍运动员，接着又获得圣劳伦斯维尔高中的免学费并有奖学金冰球生的身份；在2014-15赛季获誉新泽西私校联盟最佳后卫，新赛季他将以冰球生的身份加盟美国更为著名的高中菲利普安多夫。2015年6月28日在北美职业冰球联盟(NHL)选秀大会上，在第6轮172顺位被纽约岛人队选中，成为该联盟近百年历史上第一位被选中的中国籍球员。